# 发射者一号运载火箭
发射者一号（英語：LauncherOne），亦译作“发射器一号”、“运载一号”或“运载器一号”，是一种二级轨道运载火箭以及空基運載火箭，也是全球第一枚全液体燃料空基運載火箭，該火箭於2007年由維珍銀河开发，2017年轉手給维珍轨道開發。2021年1月17日，发射者一号從宇宙女孩飛機上發射升空，並将10枚立方卫星送入太阳同步轨道。发射器一号是一种能在空中发射的火箭，设计运力能将高达300公斤（660磅）的小型卫星载荷进入太阳同步轨道（SSO），其发射方式为用一架改装的客机将火箭运至高空后从空中发射。
2007－2015年时期，维珍曾打算将发射器一号定位为一枚小型运载火箭，用于向低地球轨道发射200公斤有效载荷。2015年，维珍修改了火箭的设计，以更好地瞄准他们的预期市场，并将飞行器的有效载荷能力提高到300公斤，发射到500公里（310英里）的太阳同步轨道，适用于立方体卫星和小型有效载荷。维珍轨道公司将火箭的发射价格定在1200万美元左右。